# Emericella rugulosa
Emericella rugulosa är en svampart som först beskrevs av Thom & Raper, och fick sitt nu gällande namn av C.R. Benj. 1955. Emericella rugulosa ingår i släktet Emericella och familjen Trichocomaceae.   Inga underarter finns listade i Catalogue of Life.